# Emil Voigt (atleet)
Emil Robert Voigt (Ardwick, 31 januari 1983 - Auckland, 15 oktober 1973), was een Brits atleet.

## Biografie
Voigt won tijdens Olympische Zomerspelen 1908 in eigen land de gouden medaille op de 5 mijl

## Persoonlijke records
| Onderdeel | Prestatie | Datum |
| --------- | --------- | ----- |
| mijl      | 4.19,8    | 1910  |
| 5 mijl    | 25.11,2   | 1908  |
| 10.000m   | 32.37,2   | 1909  |

## Palmares

### 5 mijl
- 1908:  OS - 25.11,2

- Australian Dictionary of Biography: voigt-emil-robert-8930
- Trove: 1468384